# Сувориха (Владимирская область)
Сувориха — деревня в Ковровском районе Владимирской области России, входит в состав Клязьминского сельского поселения.

## География
Деревня расположена в 22 км на восток от центра поселения села Клязьминский Городок и в 37 км на восток от райцентра города Ковров.

## История
В конце XIX — начале XX века деревня входила в состав Мстерской волости Вязниковского уезда. В 1859 году в деревне числилось 13 дворов, в 1905 году — 14 дворов, в 1926 году — 17 дворов.
С 1929 года деревня являлась центром Суворовского сельсовета Вязниковского района, с 1935 года — центр Сельцовского сельсовета Южского района Ивановской области, с 1963 года — в составе Ковровского района, с 1972 года — в составе Пантелеевского сельсовета, с 2005 года — в составе Клязьминского сельского поселения.

## Население
| 1859 | 1905 | 1926 | 2002 | 2010 | 2021 |
| ---- | ---- | ---- | ---- | ---- | ---- |
| 97   | ↘88  | ↘70  | ↘1   | ↘0   | ↗13  |